# The Ocean (canção)
"The Ocean" é uma canção da banda britânica de rock Led Zeppelin. Lançada em 28 de março de 1973, no quinto álbum de estúdio da banda, Houses of the Holy. "The Ocean" refere-se ao que virou um mar de fãs partir da fase de concertos do Led Zeppelin, para quem esta música foi dedicada.

## Formato e lista da trilha
1973 7" single (Austria/Germany: Atlantic ATL 10316)
- A. "The Ocean" (Bonham, Jones, Page, Plant) 4:31
- B. "Dancing Days" (Page, Plant) 3:43

1973 7" single (Germany: Atlantic ATL 10316)
- A. "The Ocean" (Bonham, Jones, Page, Plant) 4:31
- B. "Over the Hills and Far Away" (Page, Plant) 4:47

1973 7" EP (Thailand: Atlantic FT 911)
- A1. "The Ocean" (Bonham, Jones, Page, Plant) 4:31
- A2. "Dancing Days" (Page, Plant) 3:43
- B1. "The Song Remains the Same" (Page, Plant) 5:30
- B2. "The Crunge" (Bonham, Jones, Page, Plant) 3:17

1975 7" EP (Thailand: Atlantic KS 185)
- A1. "The Ocean" (Bonham, Jones, Page, Plant) 4:31
- A2. "Over the Hills and Far Away" (Page, Plant) 4:47
- B1. "The Song Remains the Same" (Page, Plant) 5:30
- B2. "Dancing Days" (Page, Plant) 3:43

## Paradas de sucesso
| Chart (1973)         | Paradas de sucesso |
| -------------------- | ------------------ |
| German Singles Chart | 8                  |

## Crédito
- Robert Plant - vocais
- Jimmy Page - guitarra
- John Paul Jones - baixo e backing vocals
- John Bonham - bateria